# Johannes I. (Papst)
Johannes I. († 18. Mai 526 in Ravenna) war vom 13. August 523 bis zu seinem Tode als Bischof von Rom Papst.

## Leben
Er stammte aus der Toskana (aus Siena oder Castello di Serena, in der Nähe von Chiusdino) und war zur Zeit seiner Wahl schon alt und gebrechlich.
Gegen seinen Protest wurde er 525 vom arianischen König der Ostgoten, Theoderich dem Großen, nach Konstantinopel geschickt, um dort mit Kaiser Justin I. und dessen Caesar Justinian über ein kaiserliches Dekret von 523, das sich gegen die Arianer richtete, zu verhandeln. Als erster Papst besuchte er damit Ostrom. Theoderich drohte, dass es Repressionen gegen trinitarische Christen in Italien geben werde, sollte Johannes’ Mission scheitern.
In Konstantinopel wurde Johannes mit beinahe kaiserlichen Ehren empfangen. Er feierte in Anwesenheit des Kaisers eine Messe und setzte Justin anschließend die Krone aufs Haupt: Im Gottesdienst pflegten die oströmischen Kaiser barhäuptig zu sein, und normalerweise kam es dem Patriarchen von Konstantinopel zu, sie im Anschluss wieder zu krönen; doch überließ Justin diese Ehre demonstrativ dem Papst. In Fragen des Dekrets von 523 zeigte sich der Kaiser verhandlungsbereit.
Als Johannes nach Ravenna, Theoderichs Hauptstadt, zurückkehrte, ließ dieser den Papst mit der Anschuldigung verhaften, er habe sich mit Kaiser Justin gegen die Ostgoten verschworen. Er wurde in Ravenna festgehalten und starb dort recht bald aufgrund der schlechten Behandlung.
Sein Leichnam wurde nach Rom überführt und dort in Alt-St. Peter bestattet.

## Verehrung
Johannes wird vor allem in Ravenna und der Toskana als Heiliger verehrt. Sein im allgemeinen liturgischen Kalender nicht gebotener Gedenktag ist der 18. Mai, sein Todestag.

## Ikonographie
In der christlichen Kunst wird Johannes I. häufig im Gefängnis dargestellt, manchmal durch Gitterstäbe blickend und mit einem Diakon und Subdiakon als Begleiter. Es gibt auch Darstellungen, die ihn als Märtyrer zeigen, der im Beisein des Gotenkönigs enthauptet wird.